# Valserine (rivière)
Pour les articles homonymes, voir Valserine.
La Valserine est une rivière de l'Est de la France, dans la région Auvergne-Rhône-Alpes et Bourgogne-Franche-Comté, affluent de la rive droite du Rhône.
Elle se distingue pour la qualité de ses eaux et de sa faune piscicole. Elle est reconnue à ce titre par le label Rivière Sauvage.

## Géographie
De 47,6 kilomètres de longueur, la rivière naît dans le parc naturel régional du Haut-Jura au nord du col de la Faucille, aux confins des départements de l'Ain et du Jura, sur la commune de Divonne-les-Bains, à l'altitude 1 158 mètres.
Elle coule de manière générale droit vers le sud, dans l'étroite vallée de la Valserine qui comprend les gorges du même nom, fortement alimentée par de nombreux petits cours d'eau issus des sommets du Jura qui la dominent (crêt de la Neige 1 720 mètres entre autres). Elle ne traverse guère de localités importantes.
Elle conflue avec le Rhône au niveau de la ville de Valserhône, juste après les pertes, à l'altitude 340 mètres.
La qualité de ses eaux est reconnue par le label Rivière Sauvage.

### Communes et cantons traversés
Dans les deux départements du Jura (deux communes Lajoux et Les Molunes) et de l'Ain, la Valserine traverse douze communes et quatre cantons :
- dans le sens amont vers aval : Divonne-les-Bains (source), Lajoux, Les Molunes, Mijoux, Lélex, Chézery-Forens, Champfromier, Montanges, Châtillon-en-Michaille, Confort, Lancrans, Bellegarde-sur-Valserine (confluence).

Soit en termes de cantons, la Valserine prend source dans le canton de Gex, traverse les anciens canton de Saint-Claude et canton de Collonges, maintenant les canton des Coteaux du Lizon et canton de Thoiry, et conflue dans le canton de Valserhône, le tout dans les arrondissements de Gex, de Saint-Claude et de Nantua.

### Bassin versant
La Valserine traverse une seule zone hydrographique « La Valserine » (V101) de 361 km2 de superficie. Ce bassin versant est constitué à 81,27 % de « forêts et milieux semi-naturels », à 15,75 % de « territoires agricoles », à 2,91 % de « territoires artificialisés », à 0,09 % de « surfaces en eau », à 0,07 % de « zones humides ».

### Organisme gestionnaire
L'organisme gestionnaire est désormais le parc naturel régional du Haut-Jura.

## Affluents
La Valserine a sept affluents référencés :
- le ruisseau des Rivières (rg[note 1]) 2,1 km sur la seule commune de Chézery-Forens avec un affluent :
  - le ruisseau de Roche France (rd) 2,5 km sur la seule commune de Chézery-Forens.
- le ruisseau la Volférine (rd) 4,5 km sur la seule commune de Champfromier.
- le ruisseau la Sandézanne (rd) 5,1 km sur les deux communes de Champfromier et Montanges.
- La Semine, 25,8 km qui roule plus d'eau que la Valserine. (affluent de rive droite, à Châtillon-en-Michaille) avec onze affluents référencés et sept communes traversées et de rang de Strahler trois.
- le ruisseau de Vaucheny (rg) 5,7 km sur les deux communes de Chézery-Forens et Confort.
- le ruisseau du Nant de l'Hôpital (rg) 1,2 km sur la seule commune de Confort.
- le ruisseau de Pissoux (rg) 0,8 km sur la seule commune de Lancrans.

### Rang de Strahler
Donc le rang de Strahler de la Valserine est de quatre par la Semine.

## Hydrologie
Cinq stations hydrologiques sont installées sur son cours :
- V1015010 à Lélex (Niaizet) de 1966 à 2013 avec un bassin versant de 85 km2 à 846 m d'altitude et un module de, déjà, 2,19 m3/s[6] ;
- V1015020 à Chézery-Forens (Les Hirondelles) de 1962 à 1997 avec un bassin versant de 105 km2 à 665 m d'altitude et un module de 4,04 m3/s[7] ;
- V1015030 à Chézery-Forens (Chézery) de 1960 à 2013 avec un bassin versant de 119 km2 à 572 m d'altitude et un module de 4,51 m3/s[8] ;
- V1015040 à Lancrans (Moulin de Métral) de 1961 à 1983 avec un bassin versant de 395 km2 à 347 m d'altitude[2] ;
- V1015050 à Lancrans (Le Viret) de 1984 à 2008[9].

### Le cours supérieur à Chézery-Forens
Le débit moyen annuel de la Valserine dans son cours supérieur, calculé sur une période de 48 ans à Chézery-Forens (de 1960 à 2007), est de 4,62 m3/s pour une surface de bassin de 119 km2, soit 30 % seulement de la surface totale du bassin versant. La rivière présente des fluctuations saisonnières de débit importantes, liées à son régime surtout nival, avec des hautes eaux de printemps portant le débit mensuel au niveau de 6,35 à 8,18 m3/s, de mars à mai inclus (avec un sommet en avril), et des maigres d'été, en juillet-août-septembre, entraînant une baisse du débit moyen mensuel jusqu'à 2,26 m3/s au mois d'août, ce qui reste bien confortable. Mais ces moyennes mensuelles ne sont que des moyennes et occultent des fluctuations bien plus prononcées sur de plus courtes périodes.

#### Étiage ou basses eaux
Le VCN3 peut chuter jusque 0,62 m3/s, en cas de période quinquennale sèche.

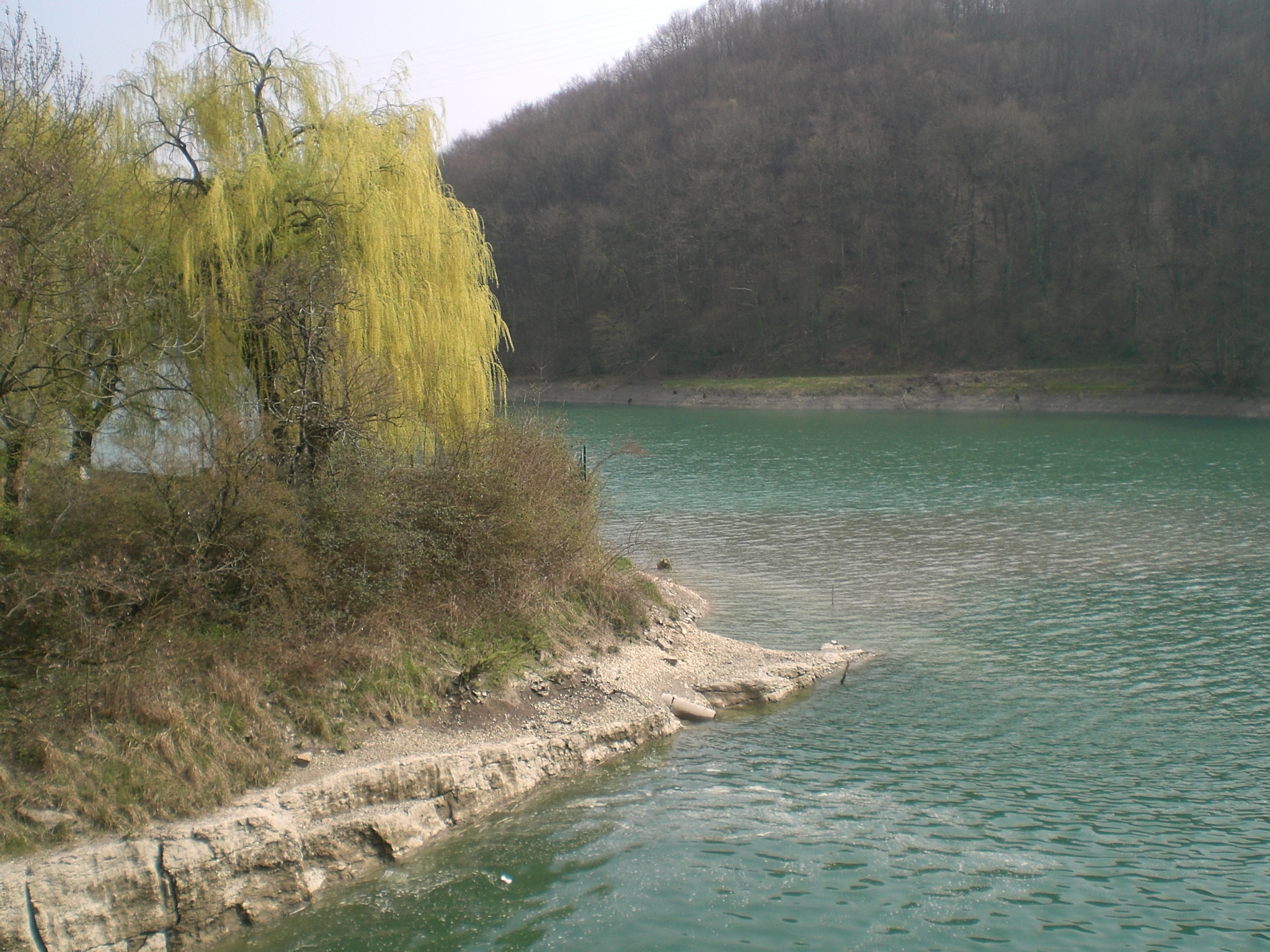
La confluence de la Valserine avec le Rhône à Bellegarde-sur-Valserine.

#### Crues
Les crues sont assez importantes. Ainsi le débit instantané maximal enregistré a été de 116 m3/s le 15 février 1990, tandis que la valeur journalière maximale était de 100 m3/s le même jour. Le QIX 10 est de 72 m3/s, le QIX 20 de 82 m3/s et le QIX 50 de 94 m3/s. Les QIX 2 et QIX 5 valent respectivement 48  et   62 m3/s. D'où il ressort que les crues de février 1990, dont mention faite plus haut, étaient au moins centennales et tout à fait exceptionnelles.

#### Lame d'eau et débit spécifique
La lame d'eau écoulée dans cette partie du bassin versant de la rivière est de 1 226 millimètres annuellement, ce qui est très élevé en France, mais reste inférieur à celle de son affluent majeur, la Semine (1 625 millimètres). Le débit spécifique (Qsp) se monte ainsi à 38,8 litres par seconde et par kilomètre carré de bassin.

### Le cours inférieur près de Bellegarde
À Lancrans, dans l'agglomération de Bellegarde, la Valserine a presque quadruplé son débit en quelques kilomètres, gonflée par les importants apports de la Semine et de divers affluents petits mais abondants. Son bassin versant total est de 395 k2 et son module se monte désormais à 17,3 m3/s).
La rivière a été observée à Lancrans durant une période de 23 ans (de 1960 à 1982). Elle présente toujours les mêmes fluctuations saisonnières de débit, liées à son régime en grande partie nival. Les hautes eaux de printemps se caractérisent par des débits mensuels allant de 20,8  à   29,3 m3/s, de février à mai inclus (avec un maximum en avril), et les basses eaux d'été-début d'automne (de juin à octobre), atteignent leur plus bas niveau de 8,2 m3/s au mois d'août, ce qui reste très appréciable. Dès novembre, les pluies d'automne font remonter très rapidement le débit qui atteint un deuxième pic en décembre (21,7). Avec le froid de l'hiver, les précipitations dans le bassin se font en grande partie sous forme de neige ce qui provoque une baisse de l'écoulement en janvier (16 m3/s).

#### Étiage ou basses eaux
Aux étiages, le VCN3 peut chuter à Lancrans jusque 1,3 m3/s en cas de période quinquennale sèche.

#### Crues
Les débits de crues probables se sont bien sûr amplifiés, en relation avec la forte hausse du débit moyen. Les QIX 2 et QIX 5 valent respectivement 200 et 240 m3/s. Le QIX 10 est de 270 m3/s, le QIX 20 de 290 m3/s et le QIX 50 de 330 m3/s.
Le débit instantané maximal enregistré à Lancrans, durant cette période de 23 ans, a été de 262 m3/s le 1er janvier 1982, tandis que la valeur journalière maximale était de 224 m3/s le 11 décembre 1961. Si l'on compare la première de ces valeurs à l'échelle des QIX de la rivière, on peut dire que cette crue était à peine d'ordre décennal et donc nullement exceptionnelle.

#### Lame d'eau et débit spécifique
La lame d'eau écoulée dans la totalité du bassin versant de la rivière est plus importante que calculée seulement pour son bassin supérieur (1 226 mm/an) : elle se monte en effet désormais à 1 384 mm annuellement, ce qui devient extrêmement élevé, pour la France du moins. La Semine fait encore mieux avec 1 625 mm par an. Le débit spécifique ou Qsp atteint dès lors 43,8 litres par seconde et par kilomètre carré de bassin. La rivière est connue pour ses grandes crues au niveau du barrage de Métral.

## Ouvrages d'art

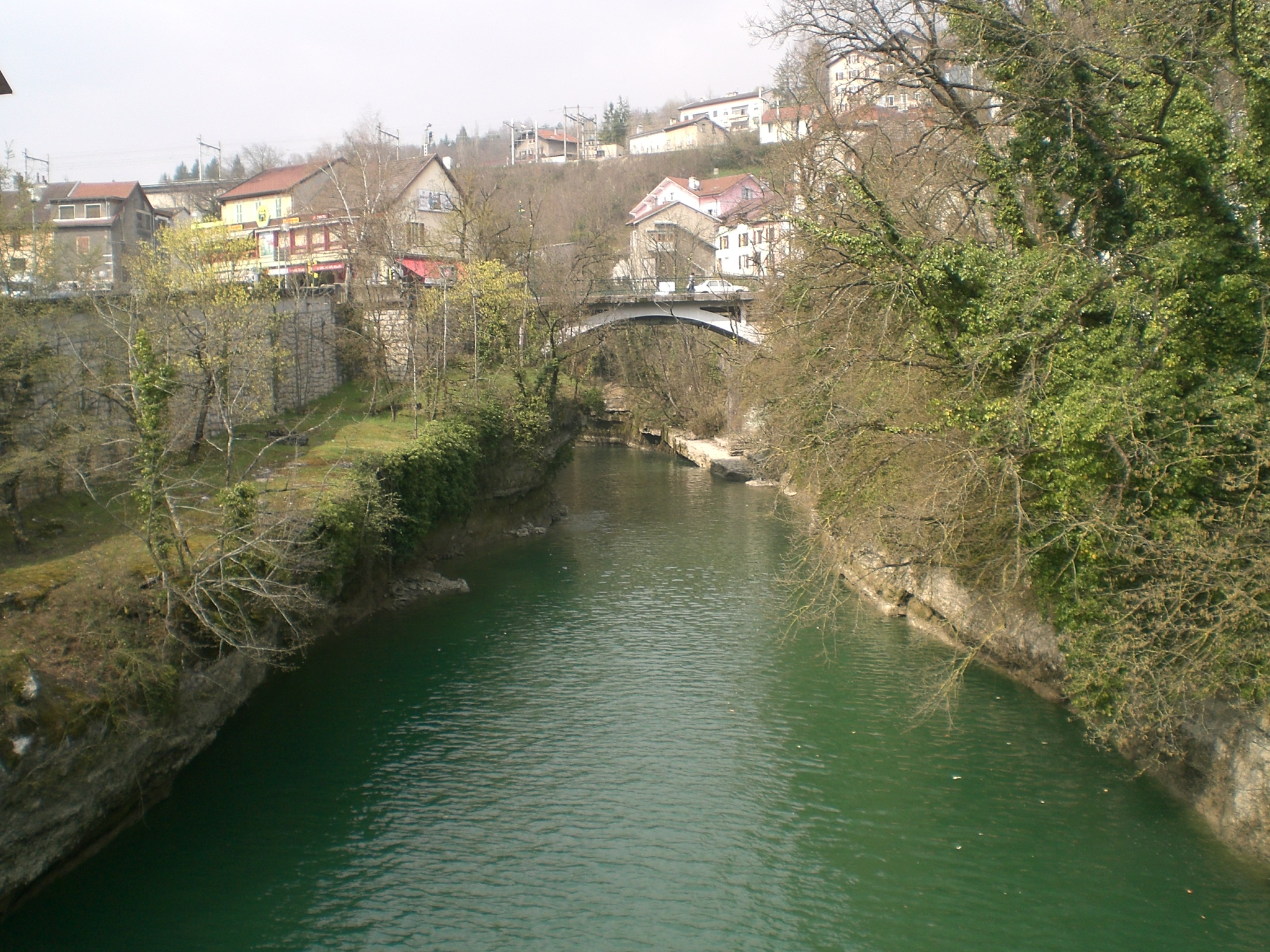
La Valserine à Bellegarde-sur-Valserine et le dernier pont routier (le pont de Coupy) avant confluence.

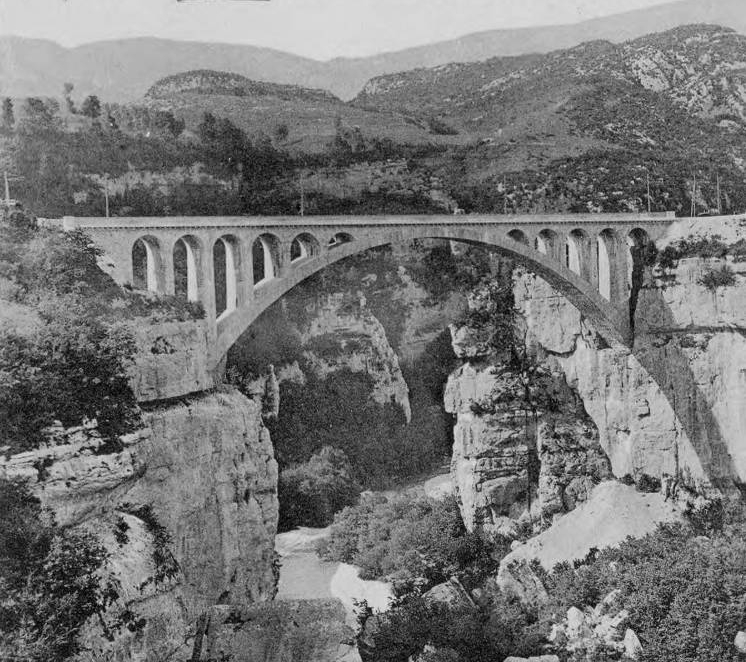
Le pont des Pierres en 1910.

La rivière est enjambée par plusieurs ponts ou passerelles. La majorité d'entre eux, sont des ouvrages piétons ou des dessertes forestières[réf. souhaitée]. De l'amont vers l'aval :
- Pont sur la RD 50b à la limite de Lajoux et de Mijoux, au lieudit La Villette(Pont de la Villette).
- Pont sur la RD 50a à la limite de Lajoux et de Mijoux, au niveau du Golf de la Valserine
- Pont Charlemagne situé pour moitié sur la RD 936 à Mijoux (Ain) et l'autre moitié sur la RD 436 à Lajoux (Jura)
- Pont Crochat, entre Mijoux et Les Molunes sur le "chemin des Alaniers" rejoignant le lieu-dit la Couthière
- Pont Pierre-Louis, sur le chemin rural "du Murgani" entre Mijoux et Les Molunes
- Pont du Moulin Neuf entièrement situé à Lelex
- Pont de la Fuitière sur la "route d'Air France" à Lelex, desservant un centre de vacances et de loisirs du CCE d'Air France
- Passerelle du Niaizet à Lelex
- Pont du Rouffy à Lelex, vieux pont en pierre à usage pédestre qui reliait autrefois les fermes du lieu-dit Pré Bura
- Pont du Diable, pont maçonné à usage pédestre situé à Chézery-Forens
- Passerelle de la Rivière à Chézery-Forens
- Pont du Moulin Thomas à (Chézery-Forens), à usage pédestre et qui servait autrefois a amener le bois de Noirecombe à la scierie aujourd'hui en ruine
- Pont de Chezery situé au centre du village de Chézery-Forens sur la RD 14
- Passerelle de la Planche à (Chézery-Forens)
- Barrage de Sous-Roche situé entre Chézery-Forens et Champfromier, ouvrage hydraulique créé en 1914 pour l'alimentation du Tram de Bellegarde à Chézery et reconverti en micro-centrale appartenant au réseau de la CNR
- Pont du Dragon, ouvrage pédestre en pierre situé à l'aval du barrage de Sous-Roche entre Chézery-Forens et Champfromier
- Passerelle de Sous-Roche, entre Chézery-Forens et Champfromier, datant de la construction de la centrale liée au barrage de Sous-Roche permettant aux employés un accès plus court depuis Champfromier
- Pont des Pierres, entre Confort et Montanges sur la RD 14a
- Pont de Confort, entre Confort et Montanges à la confluence avec la Semine à usage pédestre
- Pont des Oules, constitué par une dalle de calcaire franchissant la rivière au point le plus étroit de ses gorges, uniquement pédestre, et lieu pittoresque situé entre Lancrans et Bellegarde-sur-Valserine
- Barrage de Métral, à Valserhône, reliant les anciennes communes de Lancrans et Bellegarde-sur-Valserine
- Passerelle de Métral, à usage pédestre, située sous le barrage du même nom, à Valserhône, reliant les anciennes communes de Lancrans et Bellegarde-sur-Valserine
- Pont du Tram, à Valserhône, reliant les anciennes communes de Lancrans et de Bellegarde-sur-Valserine par la RD 16b
- Viaduc de la Valserine (pont ferroviaire), entièrement situé à Valserhône sur la ligne SNCF Bellegarde - Genève
- Barrage Louis-Dumont
- Pont de Coupy, situé a Valserhône sur la RD 1206, et ayant servi de démarcation entre la France libre et celle occupée durant la Seconde Guerre mondiale